# Бурњеф ла Форе
Бурњеф ла Форе (фр. Bourgneuf-la-Forêt) насеље је и општина у западној Француској у региону Лоара, у департману Мајен која припада префектури Лавал.
По подацима из 2011. године у општини је живело 1818 становника, а густина насељености је износила 63,57 становника/km². Општина се простире на површини од 28,6 km². Налази се на средњој надморској висини од 158 метара (максималној 201 m, а минималној 110 m).

## Демографија
| 1962. | 1968. | 1975. | 1982. | 1990. | 1999. | 2011. |
| ----- | ----- | ----- | ----- | ----- | ----- | ----- |
| 1.396 | 1.435 | 1.402 | 1.397 | 1.466 | 1.537 | 1.818 |

График промене броја становника у току последњих година